# Свети Николай (Буф)
„Свети Николай“ (на гръцки: Ιερός Ναός Αγίου Νικολάου) е възрожденска православна църква в леринското село Буф (Акритас), Гърция, част от Леринската, Преспанска и Еордейска епархия на Вселенската патриаршия, под управлението на Църквата на Гърция.
Църквата е построена в 1872 година. Църквата е гробищен храм. Изградена е в северната част на селото на мястото на по-малка църква от 1803 година. Според традицията, надзора на строителството е дело на епирския майстор Браян, а интериора на битолчанина Димитриос (Митрос) Дускинис, чието дело са много релефи в селото. Църквата е трикорабна базилика с дървен покрив, трем от три страни и камбанария. Има два надписа – на западната и източната страна, в които се посочва датата 1872. В интериора са запазени забележителни резбовани произведения на изкуството.